# Mário Totta
Mário Totta (Porto Alegre, 5 de janeiro de 1874 — Porto Alegre, 17 de novembro de 1947) foi um médico, romancista, poeta e jornalista brasileiro.

## Biografia
Filho de Augusto Rodrigues Totta e Emília Ribeiro Totta. Estudou no Colégio São Pedro, dos irmãos Castilhos, em Porto Alegre. Farmacêutico, formou-se em 1904 médico pela Faculdade de Medicina de Porto Alegre, onde também foi professor e se aposentou em 1930. Foi diretor do gabinete de identificação do Rio Grande do Sul e fundador do Sindicato Médico do Rio Grande do Sul.
Iniciou como jornalista no Jornal do Commercio, dirigido por Aquiles Porto Alegre. Foi co-fundador e redator do Correio do Povo, em 1895.
Junto com Sousa Lobo e Paulino Azurenha, criou a novela de caráter naturalista Estrychnina, escrita em 1897.
Foi líder da campanha para aposentar a roda dos expostos da Santa Casa de Misericórdia de Porto Alegre, cujo mecanismo fixado em um muro continha uma pequena porta onde eram deixadas para adoção crianças recém-nascidas. Graças à sua campanha, o mecanismo foi desativado em 1940.
Poeta, romancista, cronista, foi fundador da Academia Rio-Grandense de Letras.
Possui uma rua em sua homenagem localizada no Bairro Tristeza, na cidade de Porto Alegre.